# Stefan Martini
Stefan Martini (zm. 10 stycznia 1412) – duchowny katolicki, dominikanin, biskup serecki.
W młodości wstąpił do zakonu dominikanów. 8 czerwca 1394 r. został prekonizowany na urząd biskupa sereckiego przez papieża Bonifacego IX. Nie rezydował w swojej diecezji pozostając w diecezji krakowskiej, gdzie pełnił funkcję biskupa pomocniczego. Za jego rządów diecezja serecka została wyłączona z metropolii Kalocsa i włączona do metropolii lwowskiej.